# Issoire APM 20 Lionceau

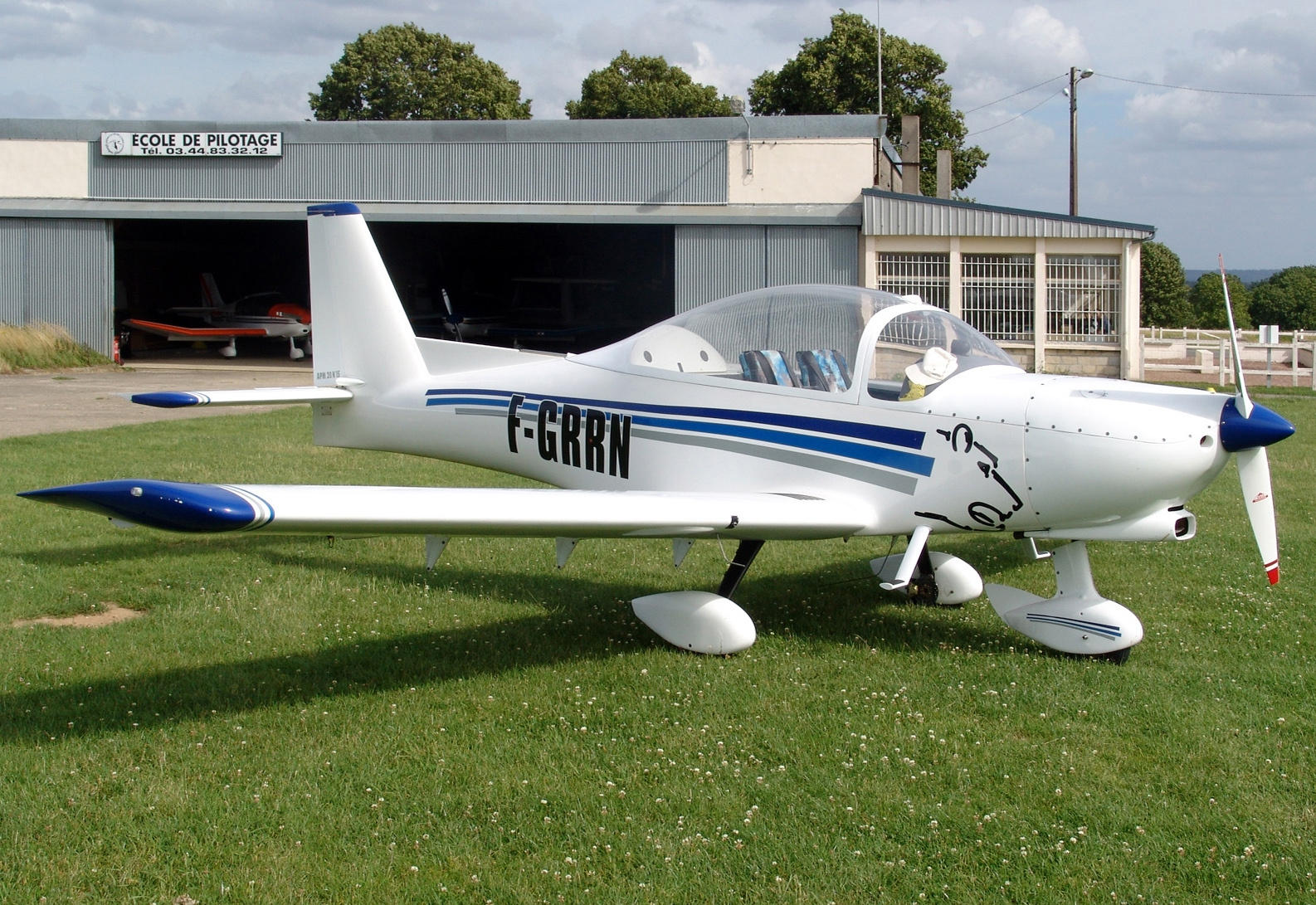
APM-20 Lionceau

Issoire APM 20 Lionceau es un avión de origen francés, de fórmula convencional y fabricado en fibras de carbono, polivalente biplaza lado a lado. Está homologado en la categoría Muy Liviano según la especificación JAR-VLA VLA 92/1. 
Fue diseñado por Philippe Moniot y realizó su primer vuelo el 17 de mayo de 1999, constituyéndose en el primer avión "completamente realizado en carbono" en ser homologado en el mundo. Puede ser utilizado para vuelo visual o como avión escuela y es fabricado por Issoire Aviation.

## Características
Se trata de un aparato Muy Liviano construido en materiales compuestos.
El fuselaje está compuesto por una única pieza moldeada en sándwich fibra de vidrio/fibra de carbono/fibra de vidrio, con tratamiento antiflama. El mismo cuenta con herrajes de anclaje y estribos integrales. 
Los planos son monolargueros, de estructura trapezoidal cantilever de una sola pieza de compuesto sandwich Nida-Nómex/fibra de vidrio/epoxi preimpregnado y polimerizado. El conjunto de larguero y costillas del ala y de la deriva horizontal van revestido en compuesto premoldeado en sándwich de fibra de vidrio/fibra de carbono/fibra de vidrio. Su perfil alar es NACA 6, con flaps hipersustentadores de accionamiento eléctrico. Los alerones están cubiertos en tela epoxi, compensados aerodinámicamente. El empenaje es clásico cruciforme, de perfil Wortmann en la horizontal y perfil NACA 6 en la vertical.
El tren de aterrizaje es fijo triciclo con dos patas principales simétricas de carbono-epoxi, dotado con frenos independientes a disco, y carenados en moldeado de fibra epoxi para los sendos neumáticos 330/130 Aero. La pata delantera es orientable con los pedales del timón y está formada por un tubo de acero al cromo, portante y carenada en resina epoxi, también rodada con neumático aeronático 330/130.
La carlinga cuenta con un parabrisas de plexiglas, y una cúpula de burbuja deslizable hacia atrás.
El panel de a bordo es completo, en "T", y configurable según el equipamiento solicitado o incorporado en el aparato. Normalmente cuenta con los 6 instrumentos de vuelo principales más indicador VOR en la consola de pilotaje, e indicadores del motor (presión de agua/aceite, termómetros de refrigerante, agua y aceite, e indicador de carburante con alarma de presión) en la consola alumno. La consola central alberga el mando de gases y control de mezcla, así como el blocaje de freno de estacionamiento.
Los controles de gobierno son del tipo clásico accionados por cables conectados a sendos bastones localizados en el piso de la cabina para ambos tripulantes, así como los pedales de timón. Las aletas compensadoras de profundidad son gobernadas eléctricamente por un mando en la consola pedestal central, que cuenta con un indicador en el panel de a bordo.
El compartimento de cargas se localiza en la cabina detrás de los asientos y puede portar hasta 20 kg.
Está motorizado por un conjunto Rotax 912 A2, que eroga un máximo de 80 CV haciendo girar una hélice bipala de paso fijo EVRA de 1,64m de diámetro, a un régimen de 5.800 rpm. Esto lo lleva hasta un crucero rápido de 113 KIAS (210 km/h). El motor acepta tanto combustible de aviación (AVGAS) de 100 octanos o nafta súper sin plomo de 95 octanos (MOGAS). El avión dispone de un depósito de 68 litros.

### Performances
Envergadura: 8,60m
Longitud: 6,60m
Altura:2,40m
Superficie Alar: 9,5m2
Peso vacío: 410 kg.
Peso máximo al despegue: 655 kg.
Velocidad máxima: 113 KIAS (210 km/h)
Velocidad Crucero: 102 KIAS (189 km/h)
Velocidad Crucero económica: 92KIAS (170 km/h)
Velocidad ascensional máxima a peso completo: 3,1 m/s (610 ft/m) a 140 km/h
Capacidad: 2 personas.